# And Then There Were Three Tour
Die And Then There Were Three Tour war eine Tournee der britischen Progressive-Rock-Band Genesis, mit der ihr Album … And Then There Were Three … beworben wurde. Sie führte die Gruppe zwischen März und Dezember 1978 durch Nordamerika, Europa und erstmals in ihrer Karriere auch nach Asien. Es war zudem die erste Tournee, die Genesis in der Dreierbesetzung Tony Banks, Phil Collins und Mike Rutherford (unterstützt von Gastmusikern) absolvierte.

## Hintergrund
Genesis starteten ihre erste Tournee als Trio am 28. März 1978 in Binghamton und beendeten sie am 3. Dezember des gleichen Jahres in Tokio. Insgesamt spielten sie 96 Konzerte. Die Bühnenbeleuchtung, bei der mit beweglichen Deckenspiegeln und Lasern besondere Effekte erzielt wurden, setzte dabei neue Maßstäbe. Mike Rutherford, der zwar im Studio den Leadgitarren-Part von Steve Hackett, der Genesis im vorherigen Jahr verlassen hatte, übernommen hatte, wollte bei Liveauftritten dennoch weiterhin die Bass spielen, insbesondere bei älteren Nummern wie The Fountain of Salmacis oder The Cinema Show, die durch Hacketts Gitarrenspiel geprägt waren. Daher entschieden Genesis sich, nach Chester Thompson einen weiteren Live-Session-Musiker für ihre Konzerte zu verpflichten. Über den Weather-Report-Bassisten Alphonso Johnson kamen Genesis schließlich zu Daryl Stuermer, der zuvor als Gitarrist bei George Duke und Jean-Luc Ponty gespielt hatte. Ponty hatte Stuermer ironischerweise erst ein Jahr zuvor auf Genesis aufmerksam gemacht, als er ihm die Alben A Trick of the Tail und Wind & Wuthering vorspielte. Auch die Tatsache, dass Chester Thompson bei Genesis als Tourmusiker engagiert war, weckte bei Stuermer weiteres Interesse an der Band. In der Live-Besetzung Banks/Collins/Rutherford/Stuermer/Thompson sollten Genesis fortan noch bis zur 1992er We Can’t Dance Tour und noch einmal 2007 bei ihrer Reunion-Tour Konzerte geben. Daryl Stuermer spielte auch auf Solo-Alben von Banks, Rutherford und insbesondere Collins und begleitete Letzteren ab 1982 auch auf seinen Solo-Tourneen.
Die Tour hatte mehrere Pausen, damit die Bandmitglieder Zeit mit ihren Familien zu Hause verbringen konnten. Dennoch war die Tour ein wesentlicher Faktor für Collins‘ Scheidung von seiner ersten Frau, da diese das Gefühl hatte, er sei zu oft von zu Hause weg. Ein Streit mit seiner Frau machte Pläne für sie und ihre Kinder, Collins auf der Tournee durch Japan zu begleiten, zunichte, und Collins erinnerte sich: „Ich ging nach Japan und habe mich zehn Tage lang betrunken. Ich hasste jede Minute dieser Zeit. Ich konnte auf der Bühne nicht das geben, wozu ich sonst imstande war und alle waren um mein Wohlergehen besorgt.“
Während ihrer Japan-Tournee bekamen Banks, Collins und Rutherford von Mitarbeitern des japanischen Musikelektronik-Konzerns Roland je einen der ersten Roland CR-78-Drumcomputer geschenkt. Als Schlagzeuger weigerte sich Collins zunächst, überhaupt einen Drumcomputer zu benutzen, doch nachdem seine Ehe in die Brüche gegangen war und er 1979 an den ersten Demos für sein späteres Solo-Debütalbum Face Value arbeitete, setzte er ihn für die Aufnahmen letztendlich doch ein, da er durch den ständigen Wechsel zwischen Schlagzeug und Klavier nicht vorankam. Im Laufe der 1980er sollten Drumcomputer neben dem Gated Reverb-Drumsound zum Markenzeichen von Collins’ Musik werden (siehe In the Air Tonight.) Und auch auf dem nächsten Genesis-Album Duke (1980) fand der Roland CR-78 seinen Einsatz (siehe Duchess.)

## Setlist

### Beispiel-Setlist
- Eleventh Earl of Mar
- In the Cage
- Burning Rope
- Ripples
- Medley (Dancing with the Moonlit Knight/The Musical Box)
- Deep In the Motherlode
- The Fountain of Salmacis
- Down and Out oder Ballad of Big
- One For the Vine
- Squonk
- Say It’s Alright Joe
- The Lady Lies
- The Cinema Show
- Afterglow
- Follow You Follow Me
- Dance on a Volcano
- Drum Duet
- Los Endos

Zugabe:
- I Know What I Like (In Your Wardrobe)

## Tourdaten
| Nr.                 | Datum               | Stadt               | Land                | Veranstaltungsort                     | Anmerkungen                                    |
| Leg 1 – Nordamerika | Leg 1 – Nordamerika | Leg 1 – Nordamerika | Leg 1 – Nordamerika | Leg 1 – Nordamerika                   | Leg 1 – Nordamerika                            |
| ------------------- | ------------------- | ------------------- | ------------------- | ------------------------------------- | ---------------------------------------------- |
| 1                   | 28. März 1978       | Binghamton          | Vereinigte Staaten  | Broome County Veterans Memorial Arena |                                                |
| 2                   | 29. März 1978       | Buffalo             | Vereinigte Staaten  | Memorial Auditorium                   |                                                |
| 3                   | 30. März 1978       | Rochester           | Vereinigte Staaten  | Community War Memorial                |                                                |
| 4                   | 31. März 1978       | Philadelphia        | Vereinigte Staaten  | Spectrum                              |                                                |
| 5                   | 1. April 1978       | Suffern             | Vereinigte Staaten  | SUNY Rockland Community College       |                                                |
| 6                   | 2. April 1978       | Dunmore             | Vereinigte Staaten  | Penn State Scranton                   |                                                |
| 7                   | 3. April 1978       | Bloomington         | Vereinigte Staaten  | Metropolitan Sports Center            |                                                |
| 8                   | 4. April 1978       | Kalamazoo           | Vereinigte Staaten  | Wings Stadium                         |                                                |
| 9                   | 5. April 1978       | Normal              | Vereinigte Staaten  | Horton Fieldhouse                     |                                                |
| 10                  | 6. April 1978       | Chicago             | Vereinigte Staaten  | The Stadium                           |                                                |
| 11                  | 7. April 1978       | Richfield           | Vereinigte Staaten  | Coliseum                              |                                                |
| 12                  | 8. April 1978       | Trotwood            | Vereinigte Staaten  | Hara Arena                            |                                                |
| 13                  | 9. April 1978       | Bloomington         | Vereinigte Staaten  | IUB Assembly Hall                     |                                                |
| 14                  | 10. April 1978      | St. Louis           | Vereinigte Staaten  | Kiel Opera House                      |                                                |
| 15                  | 14. April 1978      | Oakland             | Vereinigte Staaten  | Coliseum Arena                        |                                                |
| 16                  | 15. April 1978      | San Diego           | Vereinigte Staaten  | Sports Arena                          |                                                |
| 17                  | 17. April 1978      | Inglewood           | Vereinigte Staaten  | The Forum                             |                                                |
| 18                  | 22. April 1978      | Montréal            | Kanada              | Forum                                 |                                                |
| Leg 2 – Europa      |                     |                     |                     |                                       |                                                |
| 19                  | 14. Mai 1978        | Köln                | Deutschland         | Sporthalle                            |                                                |
| 20                  | 15. Mai 1978        | Frankfurt am Main   | Deutschland         | Festhalle                             |                                                |
| 21                  | 16. Mai 1978        | München             | Deutschland         | Olympiahalle                          |                                                |
| 22                  | 17. Mai 1978        | Mannheim            | Deutschland         | Eisstadion am Friedrichspark          |                                                |
| 23                  | 18. Mai 1978        | Köln                | Deutschland         | Sporthalle                            |                                                |
| 24                  | 20. Mai 1978        | Leiden              | Niederlande         | Groenoordhal                          |                                                |
| 25                  | 21. Mai 1978        | Brüssel             | Belgien             | Forest National                       |                                                |
| 26                  | 22. Mai 1978        | Brüssel             | Belgien             | Forest National                       |                                                |
| 27                  | 24. Mai 1978        | Amsterdam           | Niederlande         | Jaap Edenhal                          |                                                |
| 28                  | 26. Mai 1978        | Paris               | Frankreich          | Palais des Sports                     |                                                |
| 29                  | 27. Mai 1978        | Paris               | Frankreich          | Palais des Sports                     |                                                |
| 30                  | 28. Mai 1978        | Paris               | Frankreich          | Palais des Sports                     |                                                |
| 31                  | 29. Mai 1978        | Paris               | Frankreich          | Palais des Sports                     |                                                |
| 32                  | 30. Mai 1978        | Poitiers            | Frankreich          | Les Arènes du Parc des Expositions    |                                                |
| 33                  | 1. Juni 1978        | Lyon                | Frankreich          | Palais des Sports                     |                                                |
| 34                  | 2. Juni 1978        | Saint-Étienne       | Frankreich          | Centre de Congrès                     |                                                |
| 35                  | 3. Juni 1978        | Dijon               | Frankreich          | Parc des Expositions                  |                                                |
| 36                  | 4. Juni 1978        | Zürich              | Schweiz             | Hallenstadion                         |                                                |
| 37                  | 6. Juni 1978        | Malmö               | Schweden            | Isstadion                             |                                                |
| 38                  | 7. Juni 1978        | Göteborg            | Schweden            | Scandinavium                          |                                                |
| 39                  | 8. Juni 1978        | Oslo                | Norwegen            | Ekeberghallen                         |                                                |
| 40                  | 9. Juni 1978        | Helsinki            | Finnland            | Jäähalli                              |                                                |
| 41                  | 11. Juni 1978       | Berlin              | Deutschland         | Deutschlandhalle                      |                                                |
| 42                  | 12. Juni 1978       | Bremen              | Deutschland         | Stadthalle                            |                                                |
| 43                  | 13. Juni 1978       | Hamburg             | Deutschland         | Ernst-Merck-Halle                     |                                                |
| 44                  | 14. Juni 1978       | Dortmund            | Deutschland         | Westfalenhalle                        |                                                |
| 45                  | 24. Juni 1978       | Stevenage           | England             | Knebworth Park                        | Knebworth Festival – A Midsummer Night's Dream |
| Leg 3 – Nordamerika |                     |                     |                     |                                       |                                                |
| xx                  | 3. Juli 1978        | Toronto             | Kanada              | Maple Leaf Gardens                    |                                                |
| 46                  | 10. Juli 1978       | Toronto             | Kanada              | Exhibition Stadium                    |                                                |
| 47                  | 12. Juli 1978       | Montréal            | Kanada              | Forum                                 |                                                |
| 48                  | 13. Juli 1978       | Montréal            | Kanada              | Forum                                 |                                                |
| 49                  | 14. Juli 1978       | Clarkston           | Vereinigte Staaten  | Pine Knob Music Theatre               |                                                |
| 50                  | 15. Juli 1978       | Detroit             | Vereinigte Staaten  | Cobo Hall                             |                                                |
| 51                  | 16. Juli 1978       | Detroit             | Vereinigte Staaten  | Cobo Hall                             |                                                |
| 52                  | 17. Juli 1978       | Milwaukee           | Vereinigte Staaten  | Summerfest Grounds                    | Milwaukee Summerfest                           |
| 53                  | 18. Juli 1978       | Milwaukee           | Vereinigte Staaten  | Summerfest Grounds                    | Milwaukee Summerfest                           |
| 54                  | 19. Juli 1978       | Milwaukee           | Vereinigte Staaten  | Summerfest Grounds                    | Milwaukee Summerfest                           |
| 55                  | 21. Juli 1978       | Cincinnati          | Vereinigte Staaten  | Riverfront Coliseum                   |                                                |
| 56                  | 22. Juli 1978       | Pittsburgh          | Vereinigte Staaten  | Civic Arena                           |                                                |
| 57                  | 23. Juli 1978       | Syracuse            | Vereinigte Staaten  | Onondaga County War Memorial          |                                                |
| 58                  | 25. Juli 1978       | Columbia            | Vereinigte Staaten  | Merriweather Post Pavilion            |                                                |
| 59                  | 26. Juli 1978       | Columbia            | Vereinigte Staaten  | Merriweather Post Pavilion            |                                                |
| 60                  | 27. Juli 1978       | Norfolk             | Vereinigte Staaten  | Scope Arena                           |                                                |
| 61                  | 28. Juli 1978       | Hampton             | Vereinigte Staaten  | Coliseum                              |                                                |
| 62                  | 29. Juli 1978       | New York City       | Vereinigte Staaten  | Madison Square Garden                 |                                                |
| 63                  | 30. Juli 1978       | Providence          | Vereinigte Staaten  | Civic Center                          |                                                |
| 64                  | 31. Juli 1978       | Saratoga Springs    | Vereinigte Staaten  | Saratoga Performing Arts Center       |                                                |
| Leg 4 – Europa      |                     |                     |                     |                                       |                                                |
| 65                  | 20. August 1978     | Wien                | Osterreich          | Stadthalle                            |                                                |
| 66                  | 26. August 1978     | Ulm                 | Deutschland         | Friedrichsau                          | Summertime Open Air Festival                   |
| 67                  | 28. August 1978     | Wien                | Osterreich          | Stadthalle                            |                                                |
| 68                  | 30. August 1978     | Hannover            | Deutschland         | Messehalle 20                         |                                                |
| 69                  | 1. September 1978   | Köln                | Deutschland         | Radrennbahn am Müngersdorfer Stadion  |                                                |
| 70                  | 3. September 1978   | Saarbrücken         | Deutschland         | Ludwigsparkstadion                    | Summertime Open Air Festival                   |
| 71                  | 4. September 1978   | Maastricht          | Niederlande         | Eurohal                               |                                                |
| 72                  | 5. September 1978   | Arnhem              | Niederlande         | Rijnhal                               |                                                |
| 73                  | 6. September 1978   | Rotterdam           | Niederlande         | Sportpaleis Ahoy’                     |                                                |
| 74                  | 9. September 1978   | Saint-Denis         | Frankreich          | Parc de la Courneuve                  | Fête de l’Humanité                             |
| Leg 5 – Nordamerika |                     |                     |                     |                                       |                                                |
| 75                  | 29. September 1978  | Hollywood           | Vereinigte Staaten  | Sportatorium                          |                                                |
| 76                  | 30. September 1978  | Lakeland            | Vereinigte Staaten  | Civic Center                          |                                                |
| 77                  | 4. Oktober 1978     | Atlanta             | Vereinigte Staaten  | The Omni                              |                                                |
| xx                  | 5. Oktober 1978     | Birmingham          | Vereinigte Staaten  | Boutwell Memorial Auditorium          |                                                |
| 78                  | 6. Oktober 1978     | Baton Rouge         | Vereinigte Staaten  | Riverside Centroplex Arena            |                                                |
| 79                  | 8. Oktober 1978     | Nashville           | Vereinigte Staaten  | Municipal Auditorium                  |                                                |
| 80                  | 10. Oktober 1978    | Columbus            | Vereinigte Staaten  | St. John Arena                        |                                                |
| 81                  | 11. Oktober 1978    | East Lansing        | Vereinigte Staaten  | Jenison Field House                   |                                                |
| 82                  | 12. Oktober 1978    | Champaign           | Vereinigte Staaten  | UIUC Assembly Hall                    |                                                |
| 83                  | 13. Oktober 1978    | Chicago             | Vereinigte Staaten  | Uptown Theatre                        |                                                |
| 84                  | 14. Oktober 1978    | Chicago             | Vereinigte Staaten  | Uptown Theatre                        |                                                |
| 85                  | 16. Oktober 1978    | Springfield         | Vereinigte Staaten  | Illinois State Fairgrounds Coliseum   |                                                |
| 86                  | 17. Oktober 1978    | Kansas City         | Vereinigte Staaten  | Kemper Arena                          |                                                |
| 87                  | 18. Oktober 1978    | Norman              | Vereinigte Staaten  | Lloyd Noble Center                    |                                                |
| 88                  | 20. Oktober 1978    | Austin              | Vereinigte Staaten  | Municipal Auditorium                  |                                                |
| 89                  | 21. Oktober 1978    | Dallas              | Vereinigte Staaten  | Reunion Arena                         |                                                |
| 90                  | 22. Oktober 1978    | Houston             | Vereinigte Staaten  | Hofheinz Pavilion                     |                                                |
| Leg 6 – Asien       |                     |                     |                     |                                       |                                                |
| 91                  | 27. November 1978   | Tokio               | Japan               | Kōsei Nenkin Kaikan                   |                                                |
| 92                  | 28. November 1978   | Tokio               | Japan               | Nakano Sun Plaza Hall                 |                                                |
| 93                  | 29. November 1978   | Tokio               | Japan               | Nakano Sun Plaza Hall                 |                                                |
| 94                  | 30. November 1978   | Osaka               | Japan               | Ōsaka-jō Hall                         |                                                |
| 95                  | 2. Dezember 1978    | Tokio               | Japan               | Nakano Sun Plaza Hall                 |                                                |
| 96                  | 3. Dezember 1978    | Tokio               | Japan               | Kōsei Nenkin Kaikan                   |                                                |

## Band
- Tony Banks: Keyboards, Hintergrundgesang
- Phil Collins: Gesang, Schlagzeug, Percussion
- Mike Rutherford: Bass, Gitarre, Hintergrundgesang
- Daryl Stuermer: Gitarre, Bass
- Chester Thompson: Schlagzeug, Percussion